# ایوتا مالاخووسکا
ایوِتا مالاخووسکا (اسلواکی: Iveta Malachovská؛ زادهٔ ۱۱ مهٔ ۱۹۶۵) مجری تلویزیون و بازیگر اهل کشور اسلواکی است. او مجری نسخهٔ اسلواکی برنامهٔ چه کسی می‌خواهد یک میلیونر باشد؟ بوده‌است.